# Nekrolog 1795
Nekrolog
◄◄
| ◄
| 1791
| 1792
| 1793
| 1794
| 1795 | 1796 | 1797 | 1798 | 1799 | ► | ►►
Weitere Ereignisse | Allgemeiner Nekrolog 1795
Die Beschreibung der verstorbenen Person sollte so kurz wie möglich gehalten sein und nur deren signifikante Tätigkeit(en) enthalten.
Neue Namen ggf. auch unter dem Geburts- und Sterbedatum, also etwa unter 1. Januar und im Geburts- und Sterbejahr (2024) eintragen (nur bei entsprechender großer Wichtigkeit). Für Beispiele siehe die schon vorhandenen Artikel.
Außerdem über die fünf zuletzt Verstorbenen, zu denen es einen ausreichend guten Artikel für eine Präsentation auf der Hauptseite gibt, nach der todesbedingten Überarbeitung der Artikel ggf. auch unter Wikipedia Diskussion:Hauptseite informieren und sie am besten auch in den anderen Wikipedia-Sprachversionen eintragen. Tipp: Regelmäßig bei news.google.de nach „ist tot“, „gestorben“ oder „verstorben“ suchen.
Wenn eine Person gestorben ist, gibt es viele Seiten zu dieser Person in der Wikipedia, die davon auch betroffen sind und entsprechend aktualisiert werden müssen. Beispiele: Namenübersichtsseite, Geburtsjahr, Geburtsort-Seiten und viele mehr.
Wie finde ich die betroffenen Seiten?
Im Suchfeld auf der linken Seite gibt man den Suchbegriff so ein: „Vorname Nachname“. Dann klickt man auf Volltext und alle Seiten mit entsprechendem Suchtext werden aufgerufen. Hier sieht man dann schnell, wo auch das Todesjahr Sinn macht oder sogar ein Teil des Artikels angepasst werden muss. Auch hilft das „Werkzeug“ auf der linken Seite sehr gut, um solche Seiten aufzufinden: „Links auf diese Seite“. Somit ist die Wikipedia wieder aktuell in allen Bereichen! Hinweis: bei Eintragung der Kategorie „Gestorben JAHR“ wird der Missbrauchsfilter 49 ausgelöst, was jedoch nicht schlimm ist. Siehe: Spezial:Missbrauchsfilter/49
Dies ist eine Liste von im Jahr 1795 verstorbenen bekannten Persönlichkeiten. Die Einträge erfolgen innerhalb der einzelnen Daten alphabetisch sortiert. Tiere sind im Nekrolog für Tiere zu finden.

## Januar
| Tag        | Name                                   | Beruf, bekannt als                                                                            | Alter | Beleg |
| ---------- | -------------------------------------- | --------------------------------------------------------------------------------------------- | ----- | ----- |
| 1. Januar  | Sylvius von Frankenberg und Proschlitz | preußischer Generalmajor                                                                      |       |       |
| 3. Januar  | Josiah Wedgwood                        | britischer Unternehmer                                                                        | 64    |       |
| 4. Januar  | Johann Daniel Denso                    | deutscher Sprach- und Naturwissenschaftler, Gymnasiallehrer                                   | 86    |       |
| 4. Januar  | Adam von Grape                         | preußischer Rittergutsbesitzer und Landrat des Kreises Greifenberg                            | 60    |       |
| 5. Januar  | Daniel Roberdeau                       | US-amerikanischer Jurist, Politiker und General                                               |       |       |
| 5. Januar  | Philipp Gotthard von Schaffgotsch      | Fürstbischof von Breslau                                                                      | 78    |       |
| 8. Januar  | Franz Hebenstreit                      | österreichischer Jakobiner                                                                    | 47    |       |
| 8. Januar  | Friedrich Christoph Schmincke          | deutscher Bibliothekar und Historiker                                                         | 70    |       |
| 11. Januar | Jürgen Ernst Scheel                    | dänischer Premierminister, Träger des Elefanten-Ordens und Landdrost der Herrschaft Pinneberg | 57    |       |
| 13. Januar | François-Joseph Krafft                 | belgischer Organist, Dirigent und Komponist                                                   | 73    |       |
| 17. Januar | Gottfried Rudolf von Ditmar            | deutscher Jurist und Politiker                                                                | 78    |       |
| 19. Januar | Andrea Corsini                         | italienischer Geistlicher, Kardinal und Kardinalvikar                                         | 59    |       |
| 19. Januar | Maria Teresa Agnesi Pinottini          | italienische Komponistin und Cembalistin                                                      | 74    |       |
| 21. Januar | Michel Corrette                        | französischer Komponist der Vorklassik                                                        | 87    |       |
| 21. Januar | Samuel Wallis                          | britischer Forschungsreisender                                                                | 66    |       |
| 21. Januar | Thaddäus Ignatius Wiskotschill         | deutscher Bildhauer                                                                           |       |       |
| 22. Januar | Justus Christoph Krafft                | deutscher Prediger und Autor                                                                  | 63    |       |
| 23. Januar | John Sullivan                          | nordamerikanischer Politiker, General im Amerikanischen Unabhängigkeitskrieg                  | 54    |       |
| 25. Januar | Cadwalader Morris                      | US-amerikanischer Politiker                                                                   | 53    |       |
| 26. Januar | Johann Christoph Friedrich Bach        | deutscher Musiker und Komponist, Sohn von Johann Sebastian Bach                               | 62    |       |
| 28. Januar | Johann Bentzmann                       | Kaufmann und Bürgermeister von Danzig (1778–1792)                                             | 67    |       |
| 29. Januar | Ferdinand Maria von Lobkowitz          | Bischof von Namur und von Gent                                                                | 68    |       |
| 31. Januar | Johann Christoph von Minckwitz         | sächsischer Generalleutnant                                                                   |       |       |
| Januar     | Martin de Lonneux                      | Bürgermeister der Reichsstadt Aachen                                                          |       |       |

## Februar
| Tag         | Name                                       | Beruf, bekannt als                                                                | Alter | Beleg |
| ----------- | ------------------------------------------ | --------------------------------------------------------------------------------- | ----- | ----- |
| 1. Februar  | Johann Gottlieb Schaeffer                  | deutscher Arzt                                                                    | 74    |       |
| 4. Februar  | Joachim Wilhelm Brockes                    | deutscher Kapitän und Kommandant verschiedener Kriegsschiffe                      | 71    |       |
| 4. Februar  | George Edgcumbe, 1. Earl of Mount Edgcumbe | britischer Admiral und Politiker                                                  | 74    |       |
| 4. Februar  | Johann Ehrenwerth Fichtel                  | österreichischer Beamter und Mineraloge                                           | 62    |       |
| 5. Februar  | Philippe-Auguste de Sainte-Foy             | französischer Offizier und Schriftsteller                                         | 73    |       |
| 6. Februar  | Wilhelm Bernhard von der Goltz             | preußischer Offizier und Diplomat                                                 |       |       |
| 8. Februar  | Adam Rudolph von Schönberg                 | kursächsischer Generalpostmeister                                                 | 82    |       |
| 8. Februar  | Johann Rudolf Ulrich                       | Schweizer evangelischer Geistlicher und Hochschullehrer                           | 66    |       |
| 9. Februar  | William Carmichael                         | US-amerikanischer Politiker und Diplomat                                          |       |       |
| 9. Februar  | Antoine-Louis Henri de Polier              | schweizerischer Ingenieur und Orientalist                                         |       |       |
| 10. Februar | Johann Peter von Spreckelsen               | deutscher Jurist und Hamburger Ratsherr                                           | 72    |       |
| 11. Februar | Carl Michael Bellman                       | schwedischer Rokokodichter und Komponist                                          | 54    |       |
| 14. Februar | Franz Ludwig von Erthal                    | Bischof von Würzburg und Bamberg                                                  | 64    |       |
| 23. Februar | Johann Siegfried Hufnagel                  | deutscher evangelisch-lutherischer Pfarrer und Entomologe (Schmetterlingskundler) | 70    |       |
| 23. Februar | Georg Jakob Pauli                          | deutscher evangelischer Theologe                                                  | 72    |       |
| 26. Februar | Christian Friedrich Nürnberger             | deutscher Mediziner und Botaniker                                                 |       |       |
| 27. Februar | Francis Marion                             | Offizier der Kontinentalarmee                                                     | 63    |       |
| 27. Februar | Caspar Franz Sambach                       | schlesisch-österreichischer Maler                                                 | 80    |       |
| 27. Februar | Tanikaze Kajinosuke                        | Sumōringer und vierter Yokozuna                                                   | 44    |       |

## März
| Tag      | Name                                         | Beruf, bekannt als | Alter | Beleg |
| -------- | -------------------------------------------- | --- | ----- | ----- |
| 2. März  | Johann Nicolaus Schrage                      | deutscher evangelischer Theologe                                                                                           | 41    |       |
| 5. März  | Joseph Reicha                                | böhmischer Cellist und Komponist                                                                                           | 42    |       |
| 7. März  | Ignaz Baldauf                                | deutscher Rokoko-Maler |       |       |
| 7. März  | Benjamin Gottfried Weinart                   | sächsischer evangelischer Pfarrer                                                                                          | 80    |       |
| 8. März  | John Collins                                 | US-amerikanischer Politiker                                                                                                | 77    |       |
| 8. März  | Georg Niehenck                               | deutscher Kirchenhistoriker                                                                                                | 80    |       |
| 9. März  | John Armstrong senior                        | US-amerikanischer Bauingenieur, Generalmajor im Amerikanischen Unabhängigkeitskrieg                                        | 77    |       |
| 9. März  | Georg Friedrich Sigwart                      | deutscher Mediziner und Rektor der Universität Tübingen                                                                    | 83    |       |
| 9. März  | John Walsh                                   | britischer Naturforscher und Politiker                                                                                     | 68    |       |
| 10. März | Johann Chrysostomus Winck                    | Altarblatt- und Kreuzweg-Maler der späten Rokoko-Zeit                                                                      |       |       |
| 13. März | Friedrich Wilhelm Utsch                      | Erbförster des Mainzer Kurfürsten                                                                                          | 63    |       |
| 14. März | Joseph Chatoyer                              | vincentischer Politiker |       |       |
| 14. März | Johann Friedrich Wacker                      | Jurist, Kurfürstlicher Inspektor der Sammlungen von Altertümern und des Münzkabinetts in Dresden, Numismatiker und Sammler |       |       |
| 15. März | Abraham Bäck                                 | schwedischer Leibarzt |       |       |
| 15. März | Louisa Catharina Harkort                     | deutsche Unternehmerin | 76    |       |
| 15. März | Johann Christian von Quistorp                | deutscher Juraprofessor und Strafrechtsgelehrter                                                                           | 57    |       |
| 15. März | Anton Joseph Roßhirt                         | deutscher Theologe und Hochschullehrer                                                                                     | 48    |       |
| 18. März | Wolfgang Ludwig Hörmann von und zu Gutenberg | deutscher Kanzleidirektor und Stadtchronist                                                                                | 81    |       |
| 19. März | Johann Arnold Ebert                          | deutscher Schriftsteller und Übersetzer                                                                                    | 72    |       |
| 19. März | Hubert Franz Hoefer                          | deutscher Apotheker und Chemiker                                                                                           |       |       |
| 20. März | Peter Franz Bunsen                           | deutscher Hof-Goldschmied und Silbermeister                                                                                |       |       |
| 20. März | Gabriel Timotheus Lütkemann                  | königlich schwedischer Oberhofprediger und Bischof von Visby                                                               | 72    |       |
| 20. März | Jacob Albert Vos                             | niederländischer reformierter Theologe                                                                                     | 71    |       |
| 21. März | Giovanni Arduino                             | italienischer Geologe | 80    |       |
| 21. März | August Johann Michael Encke                  | deutscher Theologe | 45    |       |
| 21. März | Honoré III.                                  | Fürst von Monaco | 74    |       |
| 21. März | Christoph Kaufmann                           | Schweizer wandernder Weltverbesser der „Geniezeit“                                                                         | 41    |       |
| 29. März | Sigismund August von Berrenhauer             | königlich preußischer Generalmajor und zuletzt Kommandant von Königsberg                                                   |       |       |
| 29. März | Jakob Bürgi                                  | deutscher Maler und Kunstverleger                                                                                          | 57    |       |

## April
| Tag       | Name                                | Beruf, bekannt als | Alter | Beleg |
| --------- | ----------------------------------- | --- | ----- | ----- |
| 1. April  | Karl II. August                     | Herzog von Pfalz-Zweibrücken                                                                                                 | 48    |       |
| 3. April  | Iwan Iwanowitsch Melissino          | russischer Staatsbeamter und zweiter Direktor der Universität Moskau                                                         |       |       |
| 7. April  | Karl Franz Meyer                    | deutscher Historiker und Archivar der Stadt Aachen                                                                           | 66    |       |
| 12. April | Johann Kaspar Basselet von La Rosée | bayerischer General | 84    |       |
| 12. April | Richard Hutson                      | US-amerikanischer Politiker                                                                                                  | 46    |       |
| 12. April | Johann Gottfried Kuntsch            | deutscher Architekt | 59    |       |
| 12. April | Johann Wilhelm Ludwig Mellmann      | deutscher Klassischer Philologe und Pädagoge                                                                                 | 31    |       |
| 12. April | Johann Kaspar Steube                | deutscher Schuhmacher, Soldat, Sprachlehrer und Schriftsteller                                                               | 48    |       |
| 13. April | Giulio Cesare Zoglio                | Titularerzbischof der Römisch-katholischen Kirche und der erste Apostolischer Nuntius der Apostolischen Nuntiatur in München | 61    |       |
| 15. April | Johann Georg Blezinger              | deutscher Unternehmer | 77    |       |
| 18. April | Nikita Petrowitsch Sokolow          | russischer Chemiker, Mineraloge, Geologe und Hochschullehrer                                                                 | 46    |       |
| 20. April | Samuel Sigismund von Haubitz        | preußischer Landrat |       |       |
| 20. April | Johan Henrik Kellgren               | schwedischer Schriftsteller                                                                                                  | 43    |       |
| 21. April | Johann Gerhard Bekel                | emsländischer Hochmoorpionier                                                                                                | 50    |       |
| 21. April | Heinrich Christian von Selchow      | deutscher Jurist | 62    |       |
| 23. April | Johann Christian Herchenhahn        | deutscher Jurist, Diplomat und Historiker                                                                                    | 40    |       |
| 24. April | Franz Anton Leitenstorffer          | österreichischer Maler | 74    |       |
| 24. April | Johannes Schlottmann                | deutscher Orgelbauer | 68    |       |
| 24. April | Christian Friedrich Voß             | deutscher Verleger | 70    |       |
| 27. April | Mark Fjodorowitsch Poltorazki       | russischer Bariton und Hofkapellmeister                                                                                      | 65    |       |
| 28. April | Leopold Ludwig von Anhalt           | Graf von Anhalt, General | 66    |       |
| 28. April | Philipp I. Batthyány                | ungarischer Soldat und Grundherr                                                                                             | 60    |       |
| 30. April | Simpert Schwarzhuber                | deutscher katholischer Theologe                                                                                              | 67    |       |

## Mai
| Tag     | Name                                             | Beruf, bekannt als                                                                                                 | Alter | Beleg |
| ------- | ------------------------------------------------ | --- | ----- | ----- |
| 2. Mai  | François Ignace de Wendel                        | französischer Unternehmer                                                                                          | 53    |       |
| 4. Mai  | Georg Alexander Heinrich Herrmann von Callenberg | kurfürstlich-sächsischer Geheimer Rat                                                                              | 51    |       |
| 4. Mai  | John Kean                                        | US-amerikanischer Politiker                                                                                        |       |       |
| 7. Mai  | Antoine Quentin Fouquier-Tinville                | französischer Revolutionär und öffentlicher Ankläger des Revolutionstribunals während der Französischen Revolution | 48    |       |
| 7. Mai  | Martial Herman                                   | französischer Revolutionär und Richter                                                                             | 35    |       |
| 7. Mai  | Pierre-Nicolas-Louis Leroy                       | französischer Politiker und Geschworener des Revolutionstribunals                                                  | 52    |       |
| 7. Mai  | Gabriel Toussaint Scellier                       | französischer Revolutionär                                                                                         |       |       |
| 8. Mai  | Isaac Motte                                      | US-amerikanischer Politiker                                                                                        | 56    |       |
| 9. Mai  | Giovanni Marsili                                 | italienischer Botaniker                                                                                            | 67    |       |
| 12. Mai | Johann George Albrecht Bacmeister                | preußischer Regierungsrat                                                                                          | 47    |       |
| 14. Mai | Georg Balthasar von Normann                      | preußischer Generalmajor                                                                                           | 74    |       |
| 16. Mai | Johann Friedrich Karl von Alvensleben            | britischer und hannoverscher Minister                                                                              | 80    |       |
| 16. Mai | Johann Andreas Hofmann                           | deutscher Rechtswissenschaftler und Hochschullehrer                                                                | 78    |       |
| 18. Mai | Christlieb Ehregott Gellert                      | deutscher Metallurge und Mineraloge                                                                                | 81    |       |
| 18. Mai | Robert Rogers                                    | britisch-amerikanischer Offizier                                                                                   | 63    |       |
| 19. Mai | Josiah Bartlett                                  | britisch-US-amerikanischer Arzt und Politiker; einer der Gründerväter der USA                                      | 65    |       |
| 19. Mai | James Boswell                                    | schottischer Schriftsteller und Rechtsanwalt                                                                       | 54    |       |
| 19. Mai | Eiler Hagerup                                    | norwegischer Jurist                                                                                                | 58    |       |
| 20. Mai | Franz Xaver Krismann                             | österreichischer Orgelbauer                                                                                        | 68    |       |
| 20. Mai | Ludwig Eugen                                     | Herzog von Württemberg                                                                                             | 64    |       |
| 20. Mai | Ignaz Joseph Martinovics                         | Franziskaner, Experimentalphysiker und Organisator der ungarischen Jakobinerverschwörung                           | 39    |       |
| 22. Mai | Friedrich Wilhelm Marpurg                        | deutscher Musiktheoretiker und -kritiker der Aufklärung                                                            | 76    |       |
| 27. Mai | Dimitrie Eustatievici                            | rumänischer Theologe, Pädagoge, Rumänist und Grammatiker                                                           |       |       |
| 27. Mai | Ewald Friedrich von Hertzberg                    | preußischer Kriegsminister unter Friedrich dem Großen                                                              | 69    |       |
| 29. Mai | Carl Christian Clauswitz                         | deutsch-dänischer Beamter                                                                                          | 60    |       |
| 29. Mai | Philippe Rühl                                    | französischer Deputierter für Bas-Rhin im Nationalkonvent                                                          | 58    |       |
| 31. Mai | Otto von Burghauß                                | kaiserlich-königlicher Feldmarschalleutnant                                                                        | 82    |       |

## Juni
| Tag      | Name                                    | Beruf, bekannt als                                                                                                | Alter | Beleg |
| -------- | --------------------------------------- | --- | ----- | ----- |
| 1. Juni  | Pierre-Joseph Desault                   | französischer Chirurg von europäischem Rang                                                                       | 51    |       |
| 1. Juni  | John De Hart                            | US-amerikanischer Jurist und Politiker                                                                            | 67    |       |
| 2. Juni  | Johann Friedrich Mithoff                | deutscher lutherischer Theologe, Hofprediger, Generalsuperintendent                                               | 47    |       |
| 2. Juni  | Ludwig von Wreich                       | preußischer Hofmarschall                                                                                          |       |       |
| 3. Juni  | Maximilian Johannes Jakob von Sickingen | Freiherr, Stiftspropst und Domkapitular                                                                           | 80    |       |
| 8. Juni  | Catharina Helena Dörrien                | deutsche Botanikerin                                                                                              | 78    |       |
| 8. Juni  | Louis Charles de Bourbon                | Dauphin von Frankreich                                                                                            | 10    |       |
| 12. Juni | Johann Christian Brand                  | österreichischer Maler                                                                                            | 72    |       |
| 17. Juni | Charles-Gilbert Romme                   | Politiker während der Französischen Revolution                                                                    | 45    |       |
| 18. Juni | Marie Marguerite Bihéron                | französische Künstlerin                                                                                           | 75    |       |
| 21. Juni | Anton Höhne                             | Baumeister und Architekt                                                                                          | 51    |       |
| 21. Juni | Johann Erasmus von Senckenberg          | deutscher Jurist und Ratsherr                                                                                     | 78    |       |
| 23. Juni | Alexei Petrowitsch Antropow             | russischer Maler des Barock                                                                                       | 79    |       |
| 23. Juni | James Craig                             | schottischer Architekt und Stadtplaner                                                                            | 55    |       |
| 24. Juni | William Smellie                         | schottischer Enzyklopädist und Naturforscher                                                                      |       |       |
| 26. Juni | Pierre Demours                          | französischer Augenarzt                                                                                           |       |       |
| 26. Juni | Jakob Friedrich Ehrhart                 | deutscher Botaniker                                                                                               | 52    |       |
| 26. Juni | Johannes Jährig                         | deutscher Mongolenforscher                                                                                        | 48    |       |
| 26. Juni | Franz Heinrich von Naumann              | deutscher Ingenieuroffizier und Vedutenmaler                                                                      | 46    |       |
| 29. Juni | Ernst Daniel Adami                      | deutscher Kapellmeister, Organist, Musikpädagoge, Schriftsteller, Chordirektor, Lehrer und evangelischer Theologe | 78    |       |
| 30. Juni | John Vaughan                            | britischer Generalleutnant; zweiter Sohn des dritten Viscount Lisburne                                            |       |       |
| Juni     | Carl Sigismund von Kameke               | preußischer Generalmajor, Kommandant von Küstrin und Ritter des Ordens Pour le Mérite                             |       |       |

## Juli
| Tag      | Name                                                        | Beruf, bekannt als                                      | Alter | Beleg |
| -------- | ----------------------------------------------------------- | ------------------------------------------------------- | ----- | ----- |
| 1. Juli  | Claude Godard d’Aucour                                      | französischer Schriftsteller                            | 78    |       |
| 1. Juli  | Andreas Dominikus Zaupser                                   | bayerischer Jurist, Schriftsteller und Aufklärer        | 48    |       |
| 5. Juli  | Alexander Mebane                                            | US-amerikanischer Politiker                             | 50    |       |
| 5. Juli  | Antonio de Ulloa                                            | spanischer Gelehrter und Admiral                        | 79    |       |
| 6. Juli  | Christian Gottlieb Kratzenstein                             | deutscher Physiker, Hochschullehrer und Naturforscher   | 72    |       |
| 7. Juli  | Johann Eberhard Jungblut                                    | österreichischer katholischer Geistlicher               | 72    |       |
| 9. Juli  | Henry Seymour Conway                                        | britischer General und Staatsmann                       | 75    |       |
| 13. Juli | Johann Georg Lindt                                          | Bildhauer des Rokoko                                    | 61    |       |
| 13. Juli | Johann Gottlieb Waldin                                      | deutscher Hochschullehrer                               | 66    |       |
| 14. Juli | Anton Tomaž Linhart                                         | slowenischer Dichter, Dramatiker und Historiker         | 38    |       |
| 16. Juli | Hermann Scholliner                                          | Theologe, Benediktiner                                  | 73    |       |
| 18. Juli | Andreas Nitsche                                             | sorbischer Reisender und Gelehrter, sächsischer Hofrat  | 63    |       |
| 19. Juli | Frédéric Samuel Ostervald                                   | Schweizer Verleger, Autor, Politiker                    | 81    |       |
| 19. Juli | Stephanus Pöttken                                           | Priester, Abt des Klosters Marienfeld                   |       |       |
| 20. Juli | Jean Preudhomme                                             | Schweizer Maler                                         |       |       |
| 22. Juli | Alexander Leopold von Österreich                            | Erzherzog und Palatin von Ungarn                        | 22    |       |
| 22. Juli | Johann Caspar Ludwig Mencke                                 | deutscher Rechtswissenschaftler                         | 42    |       |
| 23. Juli | Antoine Maurice der Jüngere                                 | Schweizer evangelischer Geistlicher und Hochschullehrer | 79    |       |
| 24. Juli | Karl Gottlob Ludwig Sylvius von Frankenberg und Ludwigsdorf | preußischer Generalmajor                                | 63    |       |
| 24. Juli | Friedrich Heinrich Goddäus                                  | Bürgermeister von Kassel                                | 61    |       |
| 24. Juli | Ignaz Felix von Roll zu Bernau                              | Landkomtur des Deutschen-Ritterordens                   |       |       |
| 28. Juli | Gottfried Locher                                            | Schweizer Kleinmeister und Freskant                     | 60    |       |
| 28. Juli | John West, 4. Earl De La Warr                               | britischer Peer, Politiker und Militär                  | 37    |       |
| 29. Juli | Andreas Tamm                                                | deutscher Jurist und Pädagoge                           | 28    |       |
| 30. Juli | Allard Hulshoff                                             | niederländischer reformierter Theologe                  | 61    |       |
| 31. Juli | Grigori Iwanowitsch Schelichow                              | russischer Seefahrer und Händler                        |       |       |
| Juli     | Franz Gotthardi                                             | habsburgischer Polizeibeamter                           |       |       |

## August
| Tag        | Name                             | Beruf, bekannt als                                                                   | Alter | Beleg |
| ---------- | -------------------------------- | ------------------------------------------------------------------------------------ | ----- | ----- |
| 1. August  | Clas Bjerkander                  | schwedischer Naturforscher                                                           | 59    |       |
| 2. August  | Florentius Jacobus Voltelen      | niederländischer Mediziner und Chemiker                                              | 42    |       |
| 3. August  | Jerry Abershawe                  | englischer Straßenräuber                                                             |       |       |
| 4. August  | Francisco Bayeu                  | spanischer Maler des Klassizismus                                                    | 61    |       |
| 5. August  | Bernhard Heinrich von der Hude   | deutscher evangelisch-lutherischer Geistlicher, Hauptpastor an Lübecker Marienkirche | 64    |       |
| 5. August  | Josef Anton von Riegger          | Jurist und Historiker                                                                | 53    |       |
| 14. August | Marianne Ehrmann                 | deutsch-schweizerische Schauspielerin, Schriftstellerin und Journalistin             | 39    |       |
| 14. August | Christian Räntz                  | deutscher Bildhauer                                                                  | 45    |       |
| 15. August | Carl Friedrich Gerstlacher       | Jurist, Publizist, Universitätsprofessor und Beamter                                 | 63    |       |
| 16. August | Johann Wilhelm Hoffnas           | deutscher Maler                                                                      | 68    |       |
| 19. August | Friedrich Hartmann Graf          | deutscher Komponist und Flötist                                                      | 67    |       |
| 21. August | Joseph Franz Anton von Auersperg | österreichischer Fürstbischof und Kardinal                                           | 61    |       |
| 21. August | Pierre Michel d’Ixnard           | französischer Baumeister des Klassizismus                                            |       |       |
| 21. August | Heinrich Karl Philibert Orth     | Bürgermeister von Heilbronn (1795)                                                   | 62    |       |
| 22. August | Nikolaus Heinrich von Schönfeld  | königlich preußischer Generalleutnant                                                | 62    |       |
| 23. August | William Bradford                 | US-amerikanischer Jurist und Politiker                                               | 39    |       |
| 24. August | Giuseppe Olivi                   | italienischer Naturforscher                                                          | 26    |       |
| 26. August | Alessandro Cagliostro            | italienischer Alchemist und Hochstapler                                              | 52    |       |
| 31. August | Maruyama Ōkyo                    | japanischer Maler                                                                    | 62    |       |
| 31. August | François-André Danican Philidor  | französischer Komponist und Schachspieler                                            | 68    |       |

## September
| Tag           | Name                         | Beruf, bekannt als                                                 | Alter | Beleg |
| ------------- | ---------------------------- | ------------------------------------------------------------------ | ----- | ----- |
| 7. September  | Carl Immanuel Engel          | deutscher Organist, Dirigent und Komponist                         | 30    |       |
| 11. September | Iwan Iwanowitsch Bezkoi      | russischer Militär und Reformer                                    | 91    |       |
| 15. September | James Aird                   | schottischer Musikverleger                                         |       |       |
| 21. September | Guglielmo Pallotta           | Kardinal der katholischen Kirche                                   | 67    |       |
| 22. September | Johann Carl Wilhelm Moehsen  | deutscher Arzt, Leibarzt von Friedrich II.                         | 73    |       |
| 22. September | Sayat Nova                   | armenischer Künstler                                               | 83    |       |
| 24. September | Michael Ehregott Grose       | deutscher und dänischer Organist und Komponist sowie Musikpädagoge |       |       |
| 27. September | Johann Christian Hebenstreit | deutscher Arzt und Botaniker                                       | 75    |       |
| 27. September | Carlo Giuseppe Ratti         | italienischer Maler und Historiker                                 | 57    |       |
| 28. September | Karl Kaspar Pitz             | Maler                                                              | 39    |       |
| 29. September | Ehrenreich Wilhelm Sello     | Königlicher Planteur im Tiergarten, Berlin                         | 72    |       |
| September     | Marie-Geneviève Navarre      | französische Malerin des Klassizismus                              |       |       |

## Oktober
| Tag         | Name                               | Beruf, bekannt als                                                           | Alter | Beleg |
| ----------- | ---------------------------------- | ---------------------------------------------------------------------------- | ----- | ----- |
| 2. Oktober  | Erasmus Ludwig Wernberger          | deutscher Mediziner                                                          |       |       |
| 5. Oktober  | Alexander Friedrich von Woldeck    | preußischer Generalleutnant, Ritter des Pour le Mérite, Gouverneur von Wesel | 75    |       |
| 6. Oktober  | Karl Mastalier                     | österreichischer Dichter und Geistlicher                                     |       |       |
| 6. Oktober  | Johann Anton de Peters             | deutscher Maler des Rokoko                                                   | 70    |       |
| 7. Oktober  | Johann Georg Zimmermann            | schweizerischer Arzt und Philosoph                                           | 66    |       |
| 9. Oktober  | Amandus Andreides                  | Perspektivzeichner, Historien- und Theatermaler                              | 95    |       |
| 10. Oktober | Francesco Antonio Zaccaria         | italienischer Jesuit, Kirchenhistoriker und Literarhistoriker                | 81    |       |
| 11. Oktober | Franz Christoph Neubauer           | deutscher Komponist                                                          |       |       |
| 13. Oktober | William Prescott                   | amerikanischer Oberst im Amerikanischen Unabhängigkeitskrieg                 | 69    |       |
| 14. Oktober | Henry Owen                         | walisischer Geistlicher und Theologe                                         |       |       |
| 16. Oktober | Johann Samuel Traugott Gehler      | deutscher Physiker                                                           | 43    |       |
| 16. Oktober | Joseph Le Bon                      | französischer Politiker und Revolutionär                                     | 30    |       |
| 19. Oktober | Johann Friedrich Tiede             | deutscher evangelischer Theologe                                             | 63    |       |
| 21. Oktober | Martin Dreyer                      | deutscher Benediktiner und Maler                                             | 46    |       |
| 21. Oktober | August Gottlob von Lederer         | k.k. Hofrat und Geheimer Staats-Offizial                                     | 72    |       |
| 25. Oktober | Francesco Antonio Uttini           | italienischer Komponist                                                      |       |       |
| 28. Oktober | Ernst August Wilhelm Hoerschelmann | deutscher Theologe, Pädagoge und Philosoph                                   | 52    |       |
| 29. Oktober | Johann Ulrich Schellenberg         | Schweizer Landschaftsmaler, Porträtist, Radierer und Kupferstecher           | 85    |       |
| 29. Oktober | Theodor von Wolkenstein-Rodenegg   | kaiserlicher Generalmajor sowie Landoberst von Tirol                         |       |       |
| 30. Oktober | Wilhelm von Rotberg                | Geheimrat und Kammerpräsident des Herzogtums Sachsen-Gotha-Altenburg         | 77    |       |
| Oktober     | Robert Bakewell                    | britischer Landwirt                                                          | 70    |       |

## November
| Tag          | Name                                      | Beruf, bekannt als                                                     | Alter | Beleg |
| ------------ | ----------------------------------------- | ---------------------------------------------------------------------- | ----- | ----- |
| 4. November  | Friedrich Wilhelm Leopold von Rosenbruch  | deutscher Generalmajor sowie Erbherr auf Jarchau und Rindtorf          |       |       |
| 4. November  | Abraham Wolff                             | deutscher Mathematiker                                                 |       |       |
| 6. November  | Georg Anton Benda                         | böhmischer und deutscher Komponist                                     | 73    |       |
| 6. November  | Joachim Hartmann                          | deutscher lutherischer Theologe                                        | 80    |       |
| 7. November  | Philipp Jakob Steyrer                     | deutscher Benediktiner, Abt des Klosters St. Peter auf dem Schwarzwald | 80    |       |
| 11. November | Johann Adam von Auersperg                 | österreichischer Adliger                                               | 74    |       |
| 14. November | Henry Gouvy                               | französischer Unternehmer                                              | 43    |       |
| 15. November | Charles-Amédée-Philippe van Loo           | französischer Maler                                                    | 76    |       |
| 17. November | Alexander Abercromby                      | schottischer Jurist und Essayist                                       | 50    |       |
| 18. November | Friedrich Johann Nepomuk zu Schwarzenberg | österreichischer Adeliger und Offizier                                 | 21    |       |
| 19. November | Thomas Linley senior                      | englischer Musiker und Bühnenkomponist                                 | 62    |       |
| 20. November | Caetano de Lemos Telo de Meneses          | portugiesischer Gouverneur von Portugiesisch-Timor                     | 56    |       |
| 22. November | Domingo de Iriarte                        | spanischer Diplomat                                                    | 56    |       |
| 23. November | Henri de Catt                             | Vorleser Friedrich II.                                                 | 70    |       |
| 23. November | Gottfried Winckler                        | deutscher Kaufmann und Kunstsammler                                    | 64    |       |
| 25. November | Johann Christian Kamsetzer                | polnischer Architekt und Innendekorateur des Klassizismus              |       |       |
| 26. November | Nicola Spedalieri                         | italienischer Priester und Philosoph                                   | 54    |       |
| 29. November | Friedrich Albrecht Anton Meyer            | deutscher Mediziner, Schriftsteller und Zoologe                        | 27    |       |

## Dezember
| Tag          | Name                                      | Beruf, bekannt als                                                                                                 | Alter | Beleg |
| ------------ | ----------------------------------------- | --- | ----- | ----- |
| 1. Dezember  | Hans Günther Karl von Hammerstein         | kurfürstlich braunschweig-lüneburgischer Generalleutnant                                                           | 64    |       |
| 3. Dezember  | Clemens August von Vagedes                | deutscher Baumeister                                                                                               |       |       |
| 4. Dezember  | Paolo Francesco Antamori                  | italienischer Kardinal der Römischen Kirche und Bischof von Orvieto                                                | 83    |       |
| 4. Dezember  | Eugen von Sachsen-Hildburghausen          | Prinz von Sachsen-Hildburghausen und dänischer Generalleutnant                                                     | 65    |       |
| 5. Dezember  | Johann Arnold von Clermont                | deutscher Unternehmer und Bauherr                                                                                  | 67    |       |
| 5. Dezember  | Rudolph Kaplunger                         | deutscher Bildhauer                                                                                                | 49    |       |
| 5. Dezember  | Christopher Heinrich von Kursell          | Herr auf Ocht, preußischer Leutnant und russische General-Leutnant                                                 | 73    |       |
| 7. Dezember  | Georg Heinrich Berkhan                    | deutscher Theologe                                                                                                 | 48    |       |
| 8. Dezember  | Josep de Boltas                           | Bischof von Urgell                                                                                                 | 57    |       |
| 8. Dezember  | Giovanni Battista Casanova                | italienischer Maler und Zeichner                                                                                   | 65    |       |
| 13. Dezember | Pierre Augustin Boissier de Sauvages      | französischer Naturforscher, Enzyklopädist und Provenzalist                                                        | 85    |       |
| 14. Dezember | Johann Peter Metzger                      | Bürgermeister der Stadt Salzburg                                                                                   | 72    |       |
| 14. Dezember | Georg Josua du Plat                       | kurhannoverscher Generalleutnant und Kartograf                                                                     | 73    |       |
| 16. Dezember | Ernst Wratislaw Wilhelm von Wobeser       | Diakon der Herrnhuter Brüdergemeine, Dichter und Übersetzer                                                        | 68    |       |
| 18. Dezember | Joseph Anton Franz Hohenbaum van der Meer | Schweizer Benediktiner und Historiker                                                                              | 77    |       |
| 18. Dezember | Friedrich Franz von Mühlheim              | preußischer Landrat und Kammerpräsident der kurmärkischen Kriegs- und Domänenkammer                                | 39    |       |
| 19. Dezember | Tyge Rothe                                | dänischer Schriftsteller                                                                                           | 64    |       |
| 20. Dezember | Carl Friedrich Hermann von Freystedt      | badischer Oberst                                                                                                   | 46    |       |
| 21. Dezember | Nicolas Luton Durival                     | französischer Verwaltungsbeamter, Historiker und Enzyklopädist                                                     | 82    |       |
| 23. Dezember | Henry Clinton                             | britischer General, Oberbefehlshaber der britischen Streitkräfte während des Amerikanischen Unabhängigkeitskrieges | 65    |       |
| 24. Dezember | Karl von und zu Liechtenstein             | Direktor der Kabinettskanzlei unter Kaiser Leopold II.                                                             | 30    |       |
| 26. Dezember | Antonio Zucchi                            | italienischer Maler                                                                                                | 69    |       |
| 27. Dezember | Eugenio Espejo                            | Schriftsteller, Arzt, Anwalt und Vordenker der Unabhängigkeit Ecuadors und Lateinamerikas                          |       |       |
| 30. Dezember | Franz Bernhard von Keeß                   | österreichischer Jurist und Dirigent                                                                               | 75    |       |
| 31. Dezember | Karl Ludwig von Ascheberg zu Venne        | Domherr in Hildesheim und Vertreter der Ritterschaft im Landtag des Hochstifts Münster                             | 51    |       |
| Dezember     | Peter von Gourcy                          | preußischer Oberst und österreichischer General                                                                    |       |       |

## Datum unbekannt
| Tag       | Name                                   | Beruf, bekannt als                                                                            | Alter | Beleg |
| --------- | -------------------------------------- | --------------------------------------------------------------------------------------------- | ----- | ----- |
|           | George Adams junior                    | britischer Instrumentenbauer und Verfasser wissenschaftlicher Bücher                          |       |       |
|           | Giovanni Antonio Calzabigi             | Lottobetreiber                                                                                |       |       |
|           | François Chopart                       | französischer Chirurg                                                                         |       |       |
|           | Adair Crawford                         | schottisch-irischer Chemiker                                                                  |       |       |
|           | August Wilhelm von Gemmingen           | württembergischer Kammerherr, Ritter des Karlsordens und Ritterrat des Ritterkanton Kraichgau |       |       |
|           | Friedrich Arnold Hasenkamp             | deutscher Lehrer, Rektor des Duisburger Gymnasiums                                            |       |       |
|           | Franz von Heufeld                      | österreichischer Lustspieldichter, Literaturkritiker und Theaterleiter                        |       |       |
|           | François Lacombe                       | französischer Romanist und Lexikograf                                                         |       |       |
|           | Antoine de Léris                       | französischer Theaterhistoriker und Schriftsteller                                            |       |       |
|           | Christian Joseph Lidarti               | österreichisch-italienischer Komponist der Vorklassik                                         |       |       |
|           | Nicolas-Léopold Liébault               | französischer Offizier, Autor und Enzyklopädist                                               |       |       |
|           | Joseph Meißner                         | österreichischer Komponist                                                                    |       |       |
|           | Jochim Möller                          | deutscher Fayencier                                                                           |       |       |
|           | Samuel Mursinna                        | evangelisch-reformierter Theologe der Aufklärung in Preußen                                   |       |       |
| Juni/Juli | Nanthesan                              | König des laotischen Reiches Vientiane                                                        |       |       |
|           | Jacob Philadelphia                     | US-amerikanischer Zauberkünstler                                                              |       |       |
|           | Joachim Popper                         | Unternehmer und Hoffaktor                                                                     |       |       |
|           | Caspar Adolf von Romberg               | deutscher Adeliger, Unternehmer im Steinkohlenbergbau                                         |       |       |
|           | Johann August Carl Sievers             | deutscher Botaniker                                                                           |       |       |
|           | Francesco Sozzi                        | italienischer Maler                                                                           |       |       |
|           | Valentin Stephan Still                 | deutscher Mönch und Braumeister                                                               |       |       |
|           | Richard Tattersall                     | englischer Unternehmer                                                                        |       |       |
|           | Philipp Wolfgang Teuffel von Birkensee | preußischer Generalmajor, Chef des Infanterieregiments Nr. 30                                 |       |       |
|           | Giuseppe Tresca                        | italienischer Maler des Barock                                                                |       |       |
|           | Johann Georg Weckenmann                | deutscher Bildhauer                                                                           |       |       |